# Makapania broomi
Makapania broomi è un mammifero artiodattilo estinto, appartenente ai bovidi. Visse tra il Pliocene superiore e il Pleistocene inferiore (circa 3 - 1 milioni di anni fa) e i suoi resti fossili sono stati ritrovati in Africa.

## Descrizione
Questo animale doveva essere vagamente simile all'attuale bue muschiato, anche se probabilmente non possedeva il folto vello caratteristico della forma odierna. Le dimensioni erano notevoli, e probabilmente superava i 260 chilogrammi di peso. Makapania era caratterizzato dalla presenza di due corna dalla struttura peculiare: i cavicchi ossei erano inseriti nel margine posteriore dell'orbita e diretti orizzontalmente, quasi perpendicolari al piano di simmetria del cranio. Le estremità della corna erano probabilmente dirette verso l'alto.

## Classificazione
Makapania broomi venne descritto per la prima volta nel 1956, sulla base di resti ritrovati nella zona di Sterkfontein, in Sudafrica. Altri resti attribuiti allo stesso genere sono stati in seguito rinvenuti in altri giacimenti sudafricani, come Swartkrans.
Makapania è probabilmente un rappresentante atipico degli ovibovini, un gruppo di bovidi caprini attualmente rappresentati dal bue muschiato (Ovibos moschatus) e forse dal takin (Budorcas taxicolor). Un altro genere simile è l'europeo Megalovis.

## Paleobiologia
Makapania probabilmente si nutriva sia di erba che di fogliame, anche se doveva essere principalmente un brucatore d'erba.